# Noale
Noale is een gemeente in de Italiaanse provincie Venetië (regio Veneto) en telt 15.222 inwoners (31-12-2004). De oppervlakte bedraagt 25,1 km², de bevolkingsdichtheid is 606 inwoners per km².
De volgende frazioni maken deel uit van de gemeente: Briana, Cappelletta, Moniego.

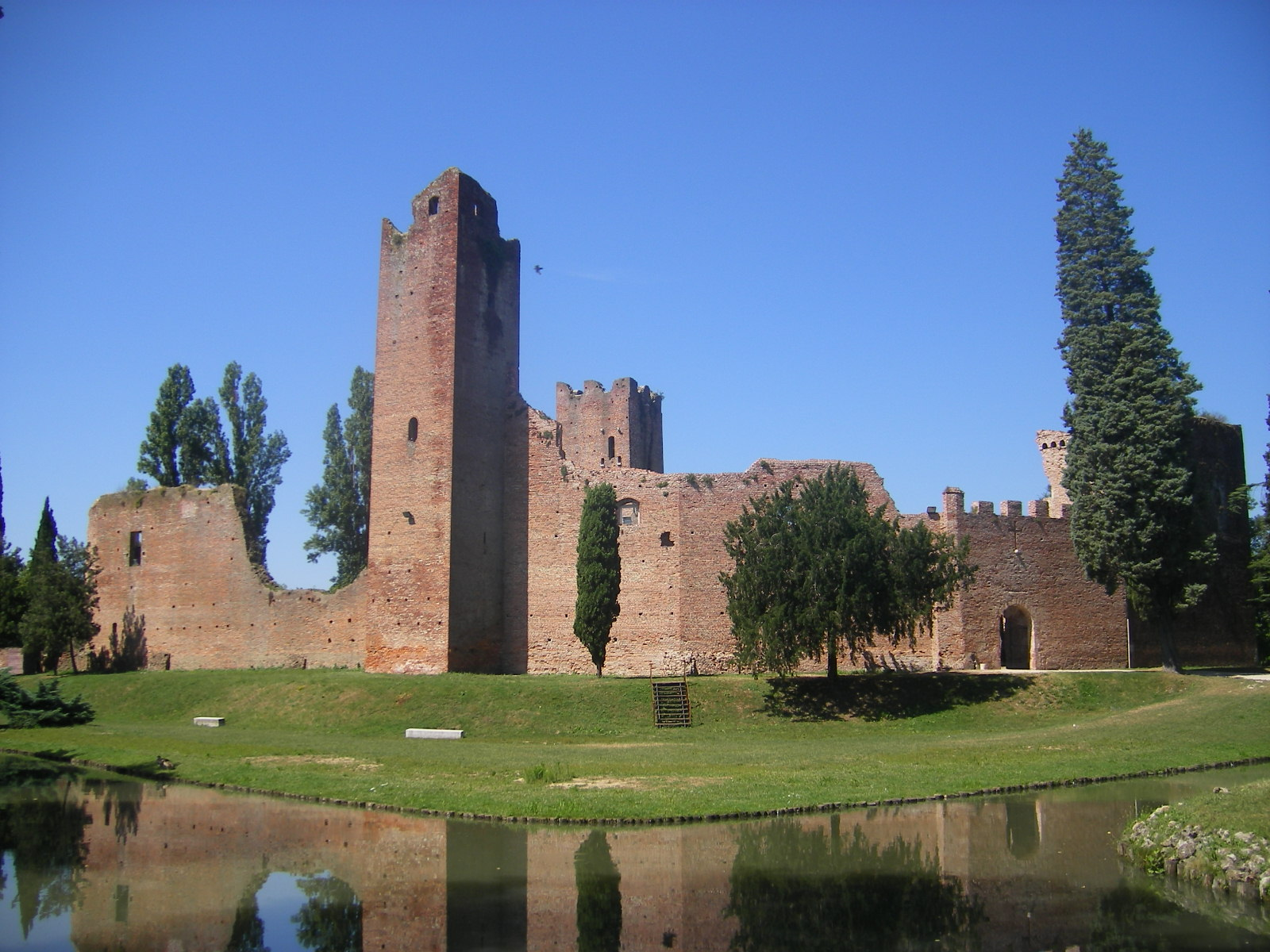
Kasteel van Noale
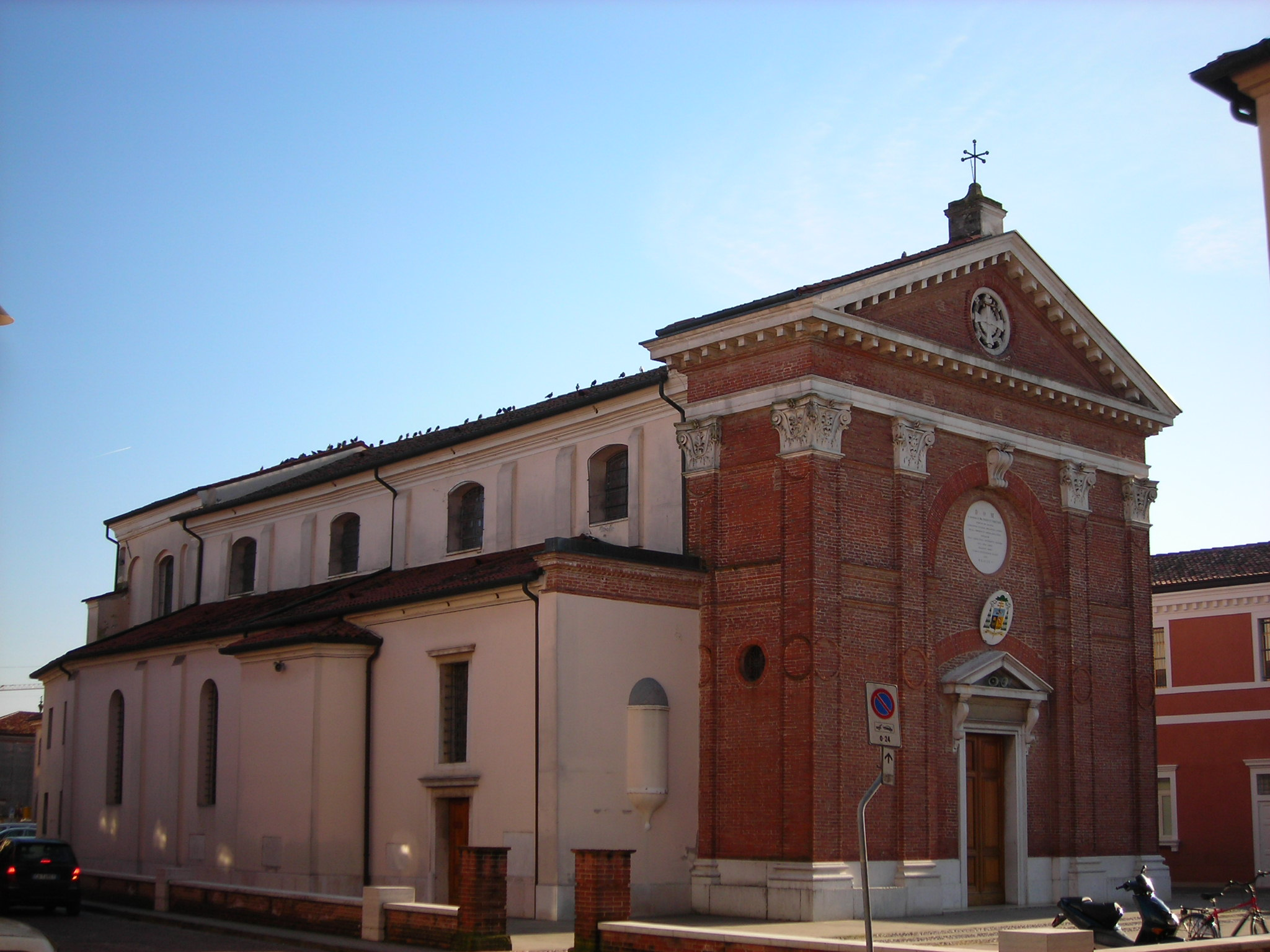
Kerk van St. Felicia en St. Fortuna in Noale
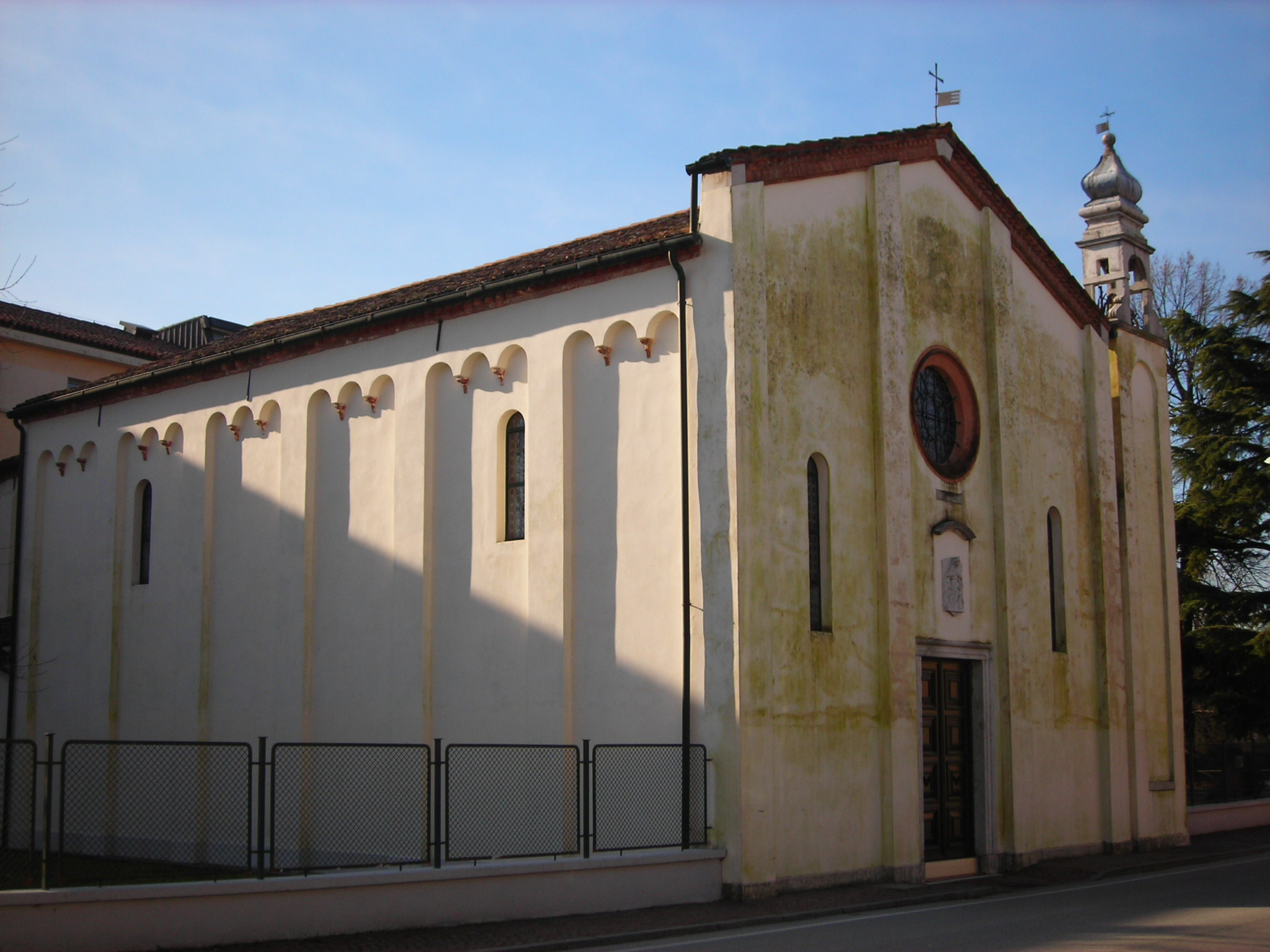
Kerk Maria Hemelvaart
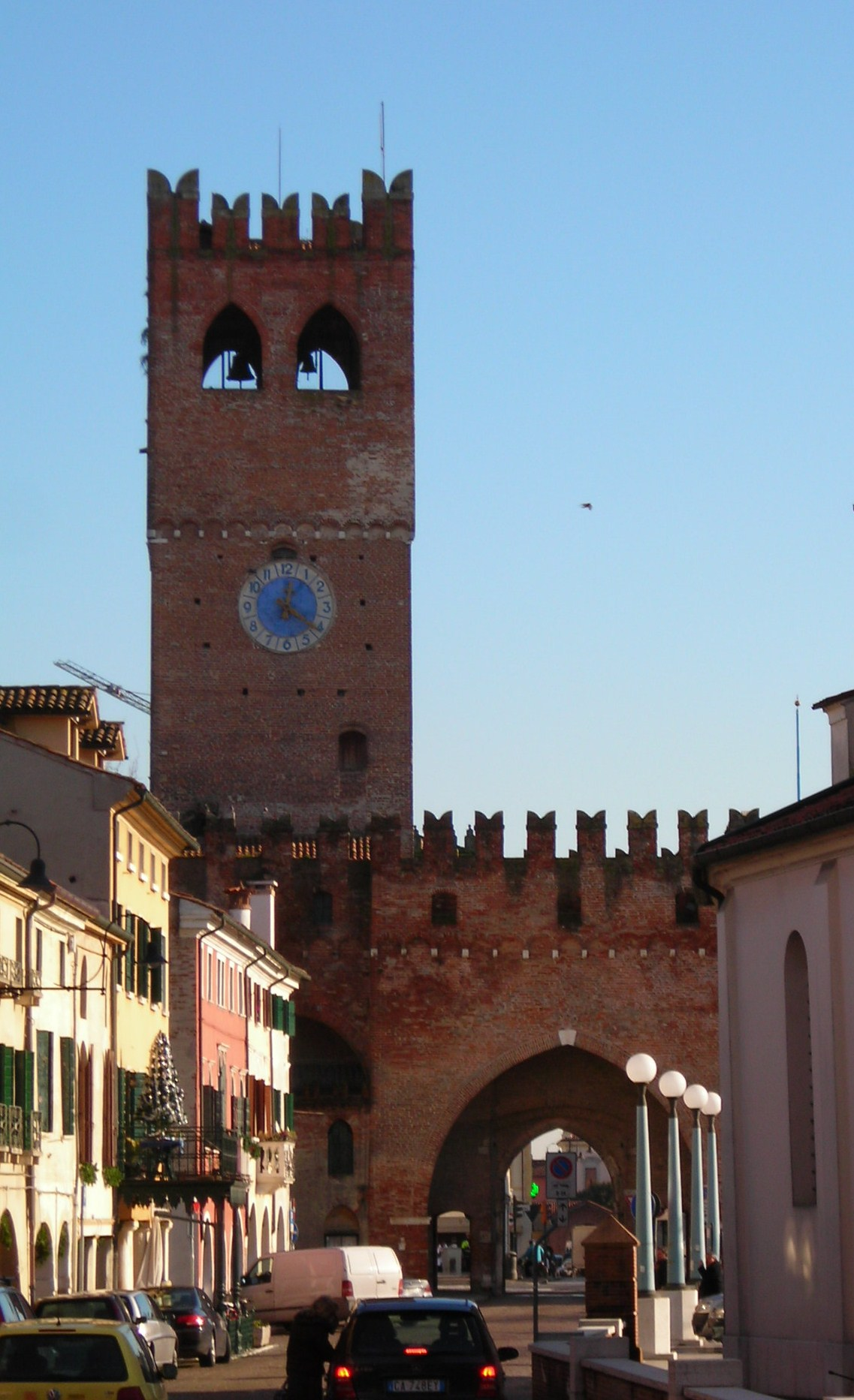
Klokkentoren in Noale

## Demografie
Noale telt ongeveer 5695 huishoudens. Het aantal inwoners steeg in de periode 1991-2001 met 10,7% volgens cijfers uit de tienjaarlijkse volkstellingen van ISTAT.
| Jaar | Inwoneraantal |
| ---- | ------------- |
| 1991 | 13.363        |
| 2001 | 14.790        |

## Geografie
Noale grenst aan de volgende gemeenten: Massanzago (PD), Mirano, Salzano, Santa Maria di Sala, Scorzè, Trebaseleghe (PD).